# S stock (métro de Londres)
Le S Stock est une rame du Métro de Londres fabriquée par Bombardier Transport et livrée entre 2010 et 2013.

## Description
Le S Stock est destiné à remplacer le A stock sur la Metropolitan line du métro de Londres, il doit également remplacer les rames en service sur la Circle line, la District line et la Hammersmith & City line. Quand leur livraison sera terminée, il y aura 192 rames de 1403 caisses. Selon Transport for London, le coût total de l'opération représente 1,5 milliard de livres sterling. Cette rame possède notamment l'intercirculation intégrale.